# VTB
Die VTB, früher als Vneschtorgbank bekannt (russisch ВТБ bzw. Внешторгбанк ‚Außenhandelsbank‘), ist – nach der Sberbank – das zweitgrößte russische Kreditinstitut und befindet sich zu 60,9 % in Staatsbesitz der Russischen Föderation. Das Unternehmen ist im Aktienindex RTS Index vertreten und hat seinen Hauptsitz in Sankt Petersburg, operiert allerdings von Moskau aus und ist als Universalbank tätig. Wichtige Repräsentanzen sind in Frankfurt am Main und Wien.

## Geschichte
1990 wurde die Bank, als private Aktiengesellschaft mehrheitlich im Staatsbesitz, gegründet. Seit 1998 ist die Bank in den öffentlichen Sektor integriert und operiert de facto als staatliche Außenhandels- und Beteiligungbank. Seit August 2005 hat die Bank durch Übernahmen ein enges Filialnetz für Konsumenten in Russland geknüpft.
Zur Großbank entwickelte sie sich unter anderem durch Übernahmen und den Willen der russischen Regierung, über ein Außenhandels- und Industriefinanzierungsinstrument zu verfügen. Durch die Übernahme der Guta-Bank entwickelte sie sich unter dem Namen Vneschtorgbank 24 auch zu einer bedeutenden Konsumentenbank. Seit dem 24. Oktober 2006 trägt die Bank offiziell die Bezeichnung „VTB“, das Privatkundengeschäft wird unter dem Namen „VTB24“ (russisch „ВТБ24“) geführt, der Investment-Bereich unter VTB Capital.
Von 2006 bis 2008 war die Bank internationaler Trikotsponsor des UEFA-Champions-League-Teilnehmers ZSKA Moskau. Seit 2009 unterstützt das Kreditinstitut den Fußballverein Dynamo Moskau. Ab dem 16. November 2012 präsentierte die VTB Direktbank exklusiv den „Löwen-Live-Ticker“ des Frankfurter Eishockeyclubs; für die Saison 2015/16 benennt der Verein unter seinen Hauptsponsoren VTB an zweiter Stelle.
2017 zahlte VTB die Hälfte eines 600-Mio.$-Darlehens an die Deutsche Bank zurück, die sich von diesem Kredit trennen wollte.
Am 9. August 2017 gab die Bank den Abschluss der Restrukturierung des europäischen Geschäfts bekannt. Das europäische Geschäft wurde unter dem Dach einer SE zusammengefasst. Darin befinden sind die ehemaligen Niederlassungen in Deutschland und Österreich, das französische Büro wurde im Zuge der Restrukturierung geschlossen. Der Europahauptsitz wurde von Wien nach Frankfurt am Main verlegt.

## Besitzerstruktur
Mit 60,9 % der Aktien befindet sich VTB in russischem Staatsbesitz, weitere Institutioneller Anleger sind, zum Teil über Staatsfonds, die Zentralbank von Norwegen, Norges Bank, die Qatar Holding, eine Investment-Sparte des Staatsfonds Qatar Investment Authority (QIA) des Emirates Katar, der State Oil Fund of Azerbaijan, die Sberbank Asset Management, die Onexim Group von Michail Dmitrijewitsch Prochorow, die US-amerikanischen Vermögensverwalter The Vanguard Group und BlackRock Fund Advisors u. a. (Stand: Ende 2014).

## Vorstand
- Andrei L. Kostin – Vorstandsvorsitzender (wurde direkt per Erlass des russischen Präsidenten ernannt); hat eine diplomatische Laufbahn absolviert (u. a. Botschafter in Großbritannien)
- Yuri A. Soloviev – Erster stellvertretender Vorsitzender
- Vasily N. Titov – Erster stellvertretender Vorsitzender

Weitere stellvertretende Vorsitzende:
- Herbert Moss, Andrey S. Puchkov

Weitere Mitglieder des Vorstandes:
- Denis A. Bortnikov, Victoria G. Vanurina, Olga K. Dergunova, Valery V. Lukyanenko, Erkin R. Norow, Ekaterina V. Petelina

## Aufsichtsrat
Der Aufsichtsrat setzt sich wie folgt zusammen:
- Sergey Dubinin (Aufsichtsratsvorsitzender), Simeon Djankow, Matthias Warnig, Yves-Thibault de Silguy, Andrey L. Kostin, Mikhail Kopeikin, Nikolay M. Kropachev, Shahmar Movsumov, Alexey Moiseev, Elena Popova, Vladimir Chistyukhin. (Stand: Ende 2014)[8]

## Umsatz-Ertragsentwicklung
Der Umsatz stieg vom Jahre 2004 von US$ 17,8 Milliarden, auf US$ 36,7 Milliarden (2005).
Der Nettogewinn stieg von US$ 208 Millionen (2004) auf US$ 511 Millionen (2005).
Der Interimsreport für das 1. Quartal 2006 (erschienen August 2006) zeigt bereits einen Gewinn von US$ 334 Millionen. Die Ratingagenturen Moody’s, Standard & Poor’s (S&P) und Fitch bewerteten die VTB am höchsten unter allen russischen Geldinstituten.

## Beteiligungen
- 96,41 % Bank of Moscow[9][10]

Logo der Konsumentenbank

Logo der Wneschtorgbank 24

- 92 % VTB Retail Services, einst Guta Bank, Markenname: Vneschtorgbank 24 (incl. Leto Bank)
- 75 % + 3 Aktien an Industry & Construction Bank (ICB), St. Petersburg
- 89 % Moskauer Volksbank (MNB), London & Singapur
- 100 % VTB Bank (Austria) AG in Wien, Österreich, vormals Donau Bank AG, mit Zweigniederlassung in Frankfurt am Main (VTB Direktbank) und den Tochterunternehmen VTB Bank (Deutschland) AG (bis 30. September 2006: Ost-West Handelsbank [OWH]), Frankfurt am Main, und VTB Bank (France) SA, einst BCEN-Eurobank, Paris, Frankreich
- 100 % Russian Commercial Bank Ltd in Limassol, Zypern
- 100 % Russische Kommerzial Bank AG, Zürich (heißt inzwischen GPB (Schweiz) AG)[11]
- 51 % East-West United Bank (EWUB), (49 % direkt und 2 % über BCEN-Eurobank), Luxemburg
- 96,31 % VTB Bank Georgien (einst United Georgian Bank), Tiflis, Georgien
- 99,97 % VTB Bank (Ukraine)
- 71,42 % VTB Bank (Belarus)
- 51 % VTB Bank (Aserbaidschan)
- 100 % VTB Bank (Armenien, einst Armsavingsbank)
- 100 % VTB Bank (Kasachstan)
- 98 % Mriya, Kiew
- 50,1 % Banco VTB Africa SA, Luanda, Angola

## Filialen und Repräsentanzen

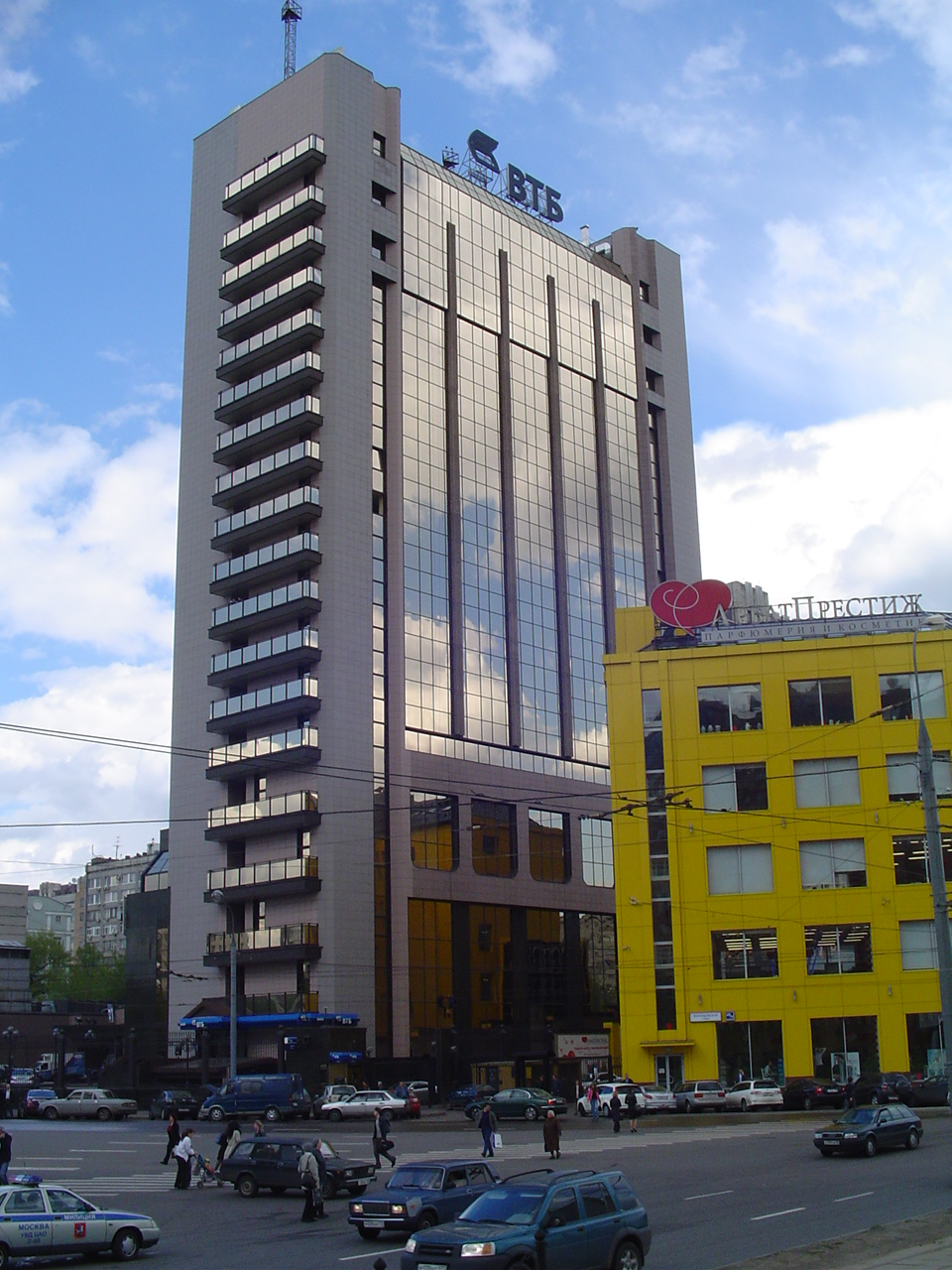
Eine Filiale in Moskau

Für ihr Außenhandelsgeschäft ist die Bank vertreten in London, Paris, Zürich, Limassol (Zypern), Wien, Frankfurt am Main, Luxemburg, Kiew (Ukraine), Tiflis (Georgien) und Jerewan (Armenien), Mailand (Italien), Beijing (China), Delhi (Indien) und Minsk (Belarus). Kürzlich eröffnet wurde die Vertretung in Luanda (Angola). Eine Vertretung in Südafrika soll in Kürze eröffnet werden.
Für das Kleinkundengeschäft hat die Bank die Tochter VTB 24 auf Grundlage der 2005 erworbenen Gutabank aufgebaut. Sie ist mit über 600 Filialen in 71 der 83 Föderationssubjekte Russlands vertreten (Stand November 2011) und nimmt in diesem Marktsegment nach Anzahl der Kontenoperationen den zweiten Platz nach der Sberbank ein. Die Bank ist auch in Aserbaidschan, Georgien, Kasachstan, der Ukraine und Belarus aktiv.

## Besondere Aktivitäten
Im Juli 2006 übernahm die Bank das Leasing für 600 neue Mercedes-Busse für das Moskauer kommunale Transportunternehmen MosTransAwto. Im August 2006 wurdewo? bekannt, dass die Bank die Leasing-Finanzierung von bis zu 16 Airbus 320-200 Flugzeugen für russische Fluggesellschaften durchführen soll (siehe auch Pulkovo Airlines).
Gleichzeitig erregte die Bank weltweites Interesse durch die Übernahme von 5,02 % der Aktien der Airbus-Muttergesellschaft European Aeronautic Defence and Space Company (EADS), heute Airbus Group. Das Aktienpaket habe etwa 781 Mio. Euro gekostet, berichtete die Moskauer Wirtschaftszeitung Wedomosti. Die Welt berichtetewann?, dass Russland längerfristig die Übernahme der Sperrminorität bei der EADS in Betracht zieht. Sergei Prichodko, ein hochrangiger Berater von Präsident Putin, sagte, wenn eines Tages gemeinsame Interessen mit EADS feststünden, würde die russische Seite auf einer höheren Beteiligung bestehen. Der Kurs der EADS-Aktie stieg nach den Aussagen und notierte im Handelsverlauf an der Pariser Börse bei 23,55 Euro – ein Plus um fast fünf Prozent. Die Wneschtorgbank habe zum Einstieg den Kurssturz genutzt, den die EADS-Papiere in den vergangenen Monaten wegen des internen Streits und der Probleme beim Bau des Riesenflugzeugs A380 erlitten hatten. Am 6. November 2006 berichtete die Die Welt, dass der Anteil inzwischen auf etwa 7 % aufgestockt sein soll? publikationspflichtig?. Am 27. Dezember 2007 teilte die VTB mit, dass sie ihren Anteil an der EADS an die staatliche Wneschekonombank verkauft hat.
Im Zuge der Ermittlungen gegen Trump gab es Berichte über den Verdacht der Geldwäsche.

## Westliche Sanktionen

### Nach russischer Krimannexion
Als staatlich kontrollierte Bank unterliegt die VTB westlichen Sanktionen nach der Krimannexion und dem russischen Krieg in der Ukraine und kommt deswegen kaum noch an Kapital. Für das 3. Quartal 2014 musste die VTB einen erneuten Gewinneinbruch bekanntgeben. Der Gewinn brach um 98 Prozent ein, so dass die russische Regierung aus dem nationalen Bankenrettungsfonds heraus die Bank Ende Dezember 2014 mit 1,4 Milliarden Euro unterstützen musste.

### Nach dem russischen Überfall auf die Ukraine
Am ersten Tag des russischen Überfalls auf die Ukraine, dem 24. Februar 2022, verhängte die US-Regierung Sanktionen gegen die VTB, wodurch die VTB vom US-Finanzmarkt und Geschäften in US-Dollar ausgeschlossen ist. Ebenso kündigte dies die britische Regierung an.
Am 24. Februar 2022 verhängte die EU Sanktionen gegen die VTB (in Russland und deren in Russland ansässige Tochterunternehmen) und schnitt sie von ihrem Teil des internationalen Finanzmarktes (SWIFT) ab; mit Beschluss vom 8. April wurde sie von der EU sanktioniert.
Seit Anfang März 2022 durfte die VTB Bank (Europe) SE, die Tochtergesellschaft mit Sitz in Frankfurt am Main, gemäß einer Verordnung der Bundesanstalt für Finanzdienstleistungsaufsicht (BaFin) keine neuen Einlagen mehr annehmen. Vier der fünf Vorstandsmitglieder der VTB Bank Europe verließen die Bank. Am 9. April 2022 entzog die BaFin der Muttergesellschaft (PJSC VTB Bank), die Stimmrechte über ihre Tochtergesellschaft und unterstellte die VTB Bank Europe einem Sonderbeauftragten.
Die PJSC VTB Bank wurde am 8. April 2022 von der Europäischen Union (EU) in die Gruppe der sanktionierten Unternehmen aufgenommen und ist daher nicht mehr als zuverlässig im Sinne des Kreditwesengesetzes anzusehen.